# Sébastien Lifshitz
Sébastien Lifshitz (Paris, 21 de janeiro de 1968) é um diretor de cinema francês.

## Filmografia
- Open Bodies (1998) - diretor
- Cold Lands (1999) - diretor
- Come Undon e (2000) - diretor
- Wild Side (2004) - diretor
- Going South (2009) - diretor
- Bambi (2013) - diretor